# Rigoberto Gómez
Rigoberto Gómez Laínez (né le 9 janvier 1977 à Tegucigalpa au Honduras) est un joueur de football international guatémaltèque d'origine hondurienne, qui évolue au poste de milieu de terrain.

## Biographie

### Carrière en sélection
Avec l'équipe du Guatemala, il joue 15 matchs (pour un but inscrit) depuis 1998. 
Il figure notamment dans le groupe des sélectionnés lors des Gold Cup de 2000, de 2005 et de 2007.

## Palmarès
Comunicaciones
- Championnat du Guatemala (12) :
  - Champion : 1998-99, 2000 (Ouverture), 2001 (Clôture), 2003 (Ouverture), 2003 (Clôture), 2009 (Ouverture), 2010 (Ouverture), 2011 (Clôture), 2012 (Ouverture), 2013 (Clôture), 2013 (Ouverture) et 2014 (Clôture).